# Wostok-Subglazialhochland
Das Wostok-Subglazialhochland umfasst eine Reihe von Hochplateaus in Ostantarktika, die komplett von kontinentalem Gletschereis überdeckt sind. Diese erstrecken sich in nordnordwest-südsüdöstlicher Ausdehnung und bilden die östliche Erweiterung des Gamburzew-Subglazialgebirges.
Die Ausdehnung des Hochlands wurde mittels Sonarortung im Rahmen eines gemeinsamen Programms des Scott Polar Research Institute, der National Science Foundation und Dänemarks Technischer Universität zwischen 1967 und 1979 ermittelt. Das Antarctic Names Committee of Australia benannte es 1983 nach der Wostok, Flaggschiff der ersten russischen Antarktisexpedition (1819–1821) unter der Leitung von Fabian Gottlieb von Bellingshausen.